# Arthur Okonkwo
Arthur Chukwuezugo Okonkwo (Londres, 9 de septiembre de 2001), conocido como Arthur Okonkwo, es un futbolista profesional británico que juega de portero en el Wrexham A. F. C. de la EFL Championship.

## Biografía
Nacido en Londres de padres nigerianos, Okonkwo comenzó su carrera en la Hampstead Academy antes de pasar a Lindus Park, donde ingresó en la Arsenal Football Club Academy con ocho años, en 2009.

## Carrera

### Arsenal
Okonkwo ascendió rápidamente en las filas del Arsenal, siendo titular en el banquillo en un partido del Arsenal sub-18, mientras estaba inscrito como jugador en el equipo sub-15. También debutó en el equipo sub-23 del Arsenal con 17 años. En la temporada 2018-19, Okonkwo se proclamó subcampeón de la Premier League 2, y ya aparecía como portero de banquillo en el primer equipo, y de cara a la campaña 2019-20, sería el 3.º en la lista de porteros. Okonkwo tuvo problemas con las lesiones en la campaña 2019-20, y no registró ni una sola aparición en ninguno de los equipos del Arsenal. La doble parada de Okonkwo en la Premier League 2, contra el Brighton, fue candidata a la mejor parada de la temporada 2020-21.
Okonkwo jugó en la victoria del Arsenal sub-21 por 2-1 en el Trofeo EFL en el campo del Crawley Town el 30 de octubre de 2020, y en el empate 1-1 en el campo del Plymouth Argyle en la misma competición el 2 de noviembre de 2021.
A principios de julio de 2021 firmó un contrato con el Arsenal y lució el número 33 en el primer equipo. Okonkwo debutó con el primer equipo el 13 de julio de 2021, en un amistoso contra el Hibernian, en el que se equivocó al recibir un pase atrás de su compañero Cedric Soares, que Martin Boyle aprovechó para marcar, en la derrota por 2-1 ante el Hibernian.
Okonkwo dejó el Arsenal el 30 de junio de 2024 al expirar su contrato con el club.

#### Crewe Alexandra (préstamo)

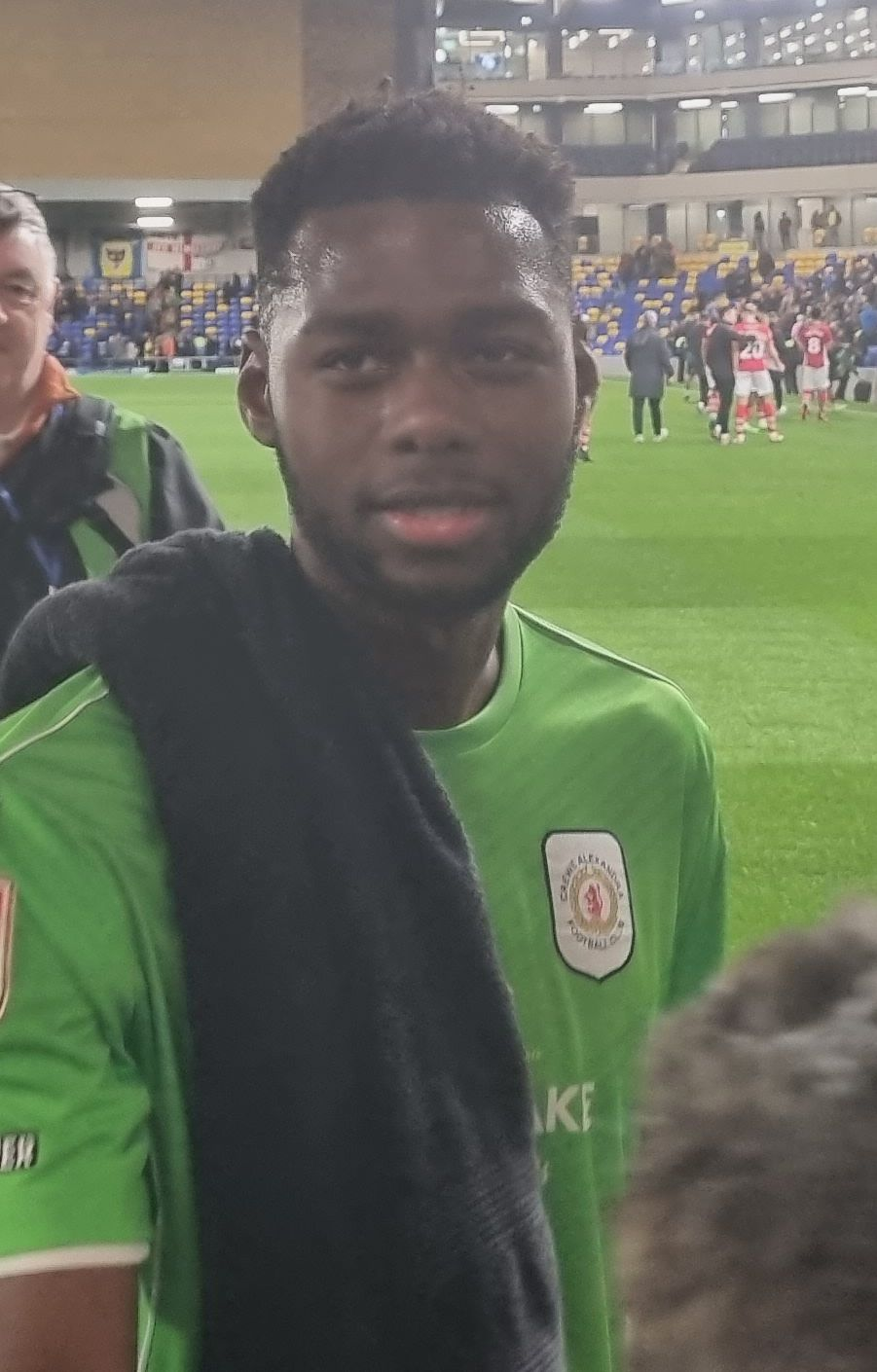
Okonkwo con la equipación del Crewe Alexandra en Wimbledon en 2022

El 29 de julio de 2022, Okonkwo se incorporó al Crewe Alexandra, de la EFL League Two, en calidad de cedido por una temporada. Su fichaje se produjo a tiempo para que pudiera disputar el partido inaugural de la temporada del Crewe en Rochdale; el portero titular del Crewe, Dave Richards, había sufrido una lesión en un dedo y tuvo que ser operado. Okonkwo debutó en el Crewe y en la liga profesional con una victoria por 2-1 en Spotland el 30 de julio de 2022, y luego mantuvo su portería a cero en su debut en casa en una victoria por 3-0 sobre el Harrogate Town en Gresty Road el 6 de agosto de 2022. Después de 26 partidos y diez porterías a cero con el Crewe, Okonkwo fue llamado por el Arsenal a mediados de enero de 2023.

#### Sturm Graz (préstamo)

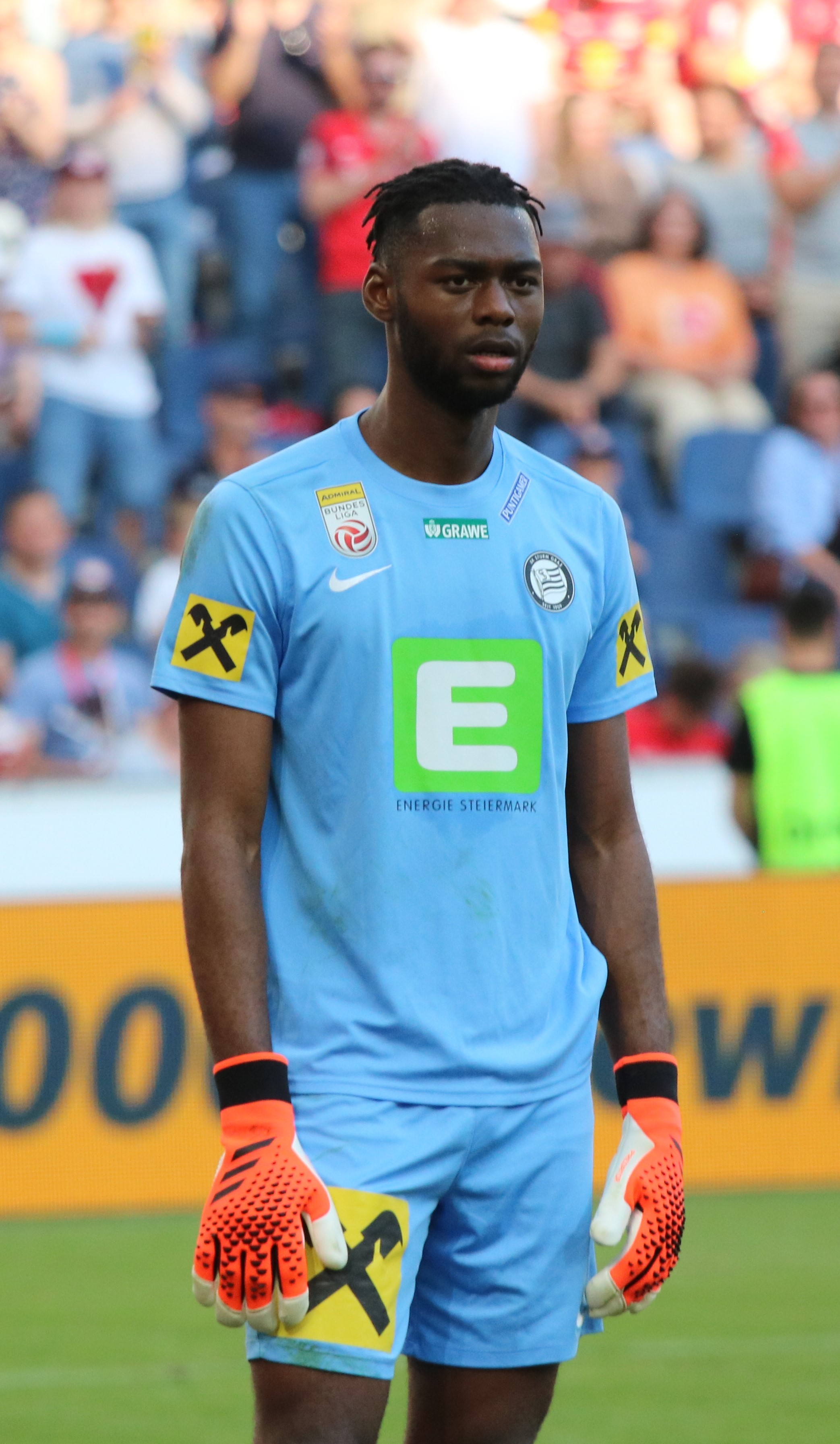
Okonkwo con el Sturm Graz en 2023

El 16 de enero de 2023, Okonkwo fichó por el Sturm Graz, de la Bundesliga austriaca, en calidad de cedido hasta final de temporada. Debutó en el Sturm Graz contra el Rapid Viena el 10 de febrero de 2023. Okonkwo disputó la final de la Copa de Austria el 30 de abril, en la que el Sturm Graz se impuso por 2-0 al SK Rapid Wien.

### Wrexham
El 1 de septiembre de 2023, se incorporó al Wrexham en calidad de cedido por una temporada tras la retirada de Ben Foster. Okonkwo debutó con el club el 5 de septiembre de 2023 en un partido contra el Newcastle Sub-21, en el que el Wrexham se impuso por 1-0. Más tarde, el 30 de septiembre de 2023, debutó en liga con el club, en casa contra su antiguo club, el Crewe Alexandra, en un empate a 3-3. En diciembre de 2023, regresó al Arsenal para someterse a una operación menor tras sufrir una lesión en la mandíbula en un empate a 2-2 en Harrogate Town el 28 de noviembre. En enero de 2024, el Wrexham confirmó que Okonkwo permanecería cedido en el club hasta el final de la temporada. 24 Durante su temporada en el Wrexham disputó 40 partidos en todas las competiciones y dejó su portería a cero en 16 ocasiones.
El 22 de junio de 2024, se anunció que Okonkwo había vuelto a fichar por el Wrexham como agente libre con un contrato de tres años.

## Selección nacional
Okonkwo representó a Inglaterra en las categorías sub-16 y sub-17, y debutó con la sub-18 dos días antes de su cumpleaños. Por su ascendencia, sigue siendo seleccionable por Nigeria.

## Estilo de jugar
Okonkwo, graduado en la academia del Arsenal, ha declarado que Petr Čech y David De Gea influyen en su propio estilo como guardameta. Okonkwo dijo lo siguiente sobre él jugando como portero: "Probé a jugar en el campo, pero no era para mí. Me gustaba la emoción de hacer paradas, cuanto más espectaculares, mejor".

## Vida privada
Okonkwo tiene un hermano menor, Brian, que juega de portero en la academia del Arsenal.

## Clubes
| Club                           | País       | Año       |
| ------------------------------ | ---------- | --------- |
| Arsenal F. C.                  | Inglaterra | 2021-2024 |
| Crewe Alexandra F. C. (cedido) | Inglaterra | 2022-2023 |
| S. K. Sturm Graz (cedido)      | Austria    | 2023      |
| Wrexham A. F. C.               | Gales      | 2023-act. |

## Palmarés

### Títulos nacionales
| Título          | Club             | País    | Año     |
| --------------- | ---------------- | ------- | ------- |
| Copa de Austria | S. K. Sturm Graz | Austria | 2022-23 |

### Distinciones individuales
| Distinción                            | Año     |
| ------------------------------------- | ------- |
| EFL League Two Equipo de la temporada | 2023-24 |